# Кассельская картинная галерея

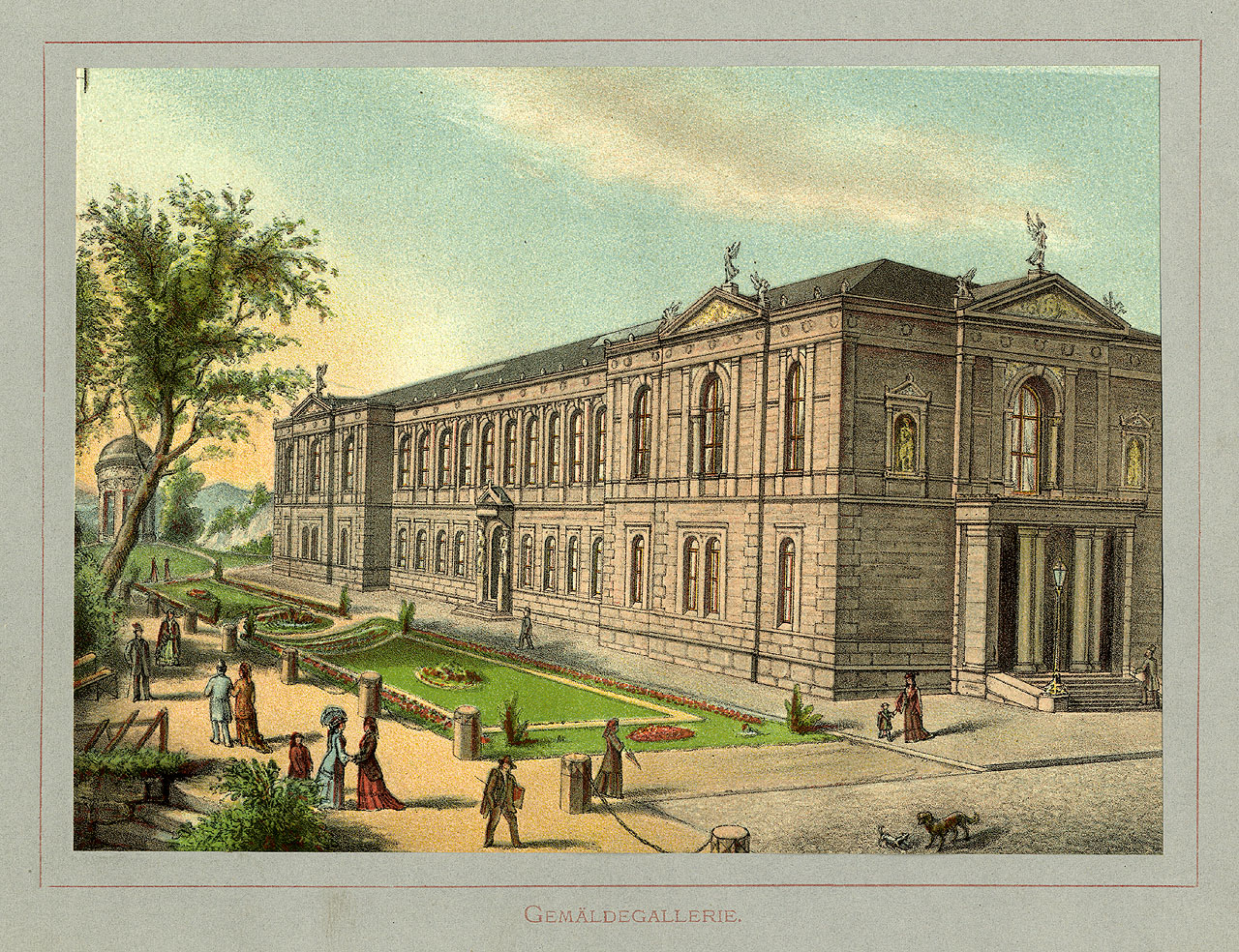
Здание Кассельской галереи в конце XIX века

Картинная галерея старых мастеров (нем. Gemäldegalerie Alte Meister) — художественное собрание правителей Гессен-Касселя, которое с 1956 года экспонируется в залах кассельского дворца Вильгельмсхёэ.
Гордость Кассельской галереи — залы, посвящённые голландским и фламандским художникам XVII века: Рембрандту (наиболее полное собрание в Германии), Рубенсу, Хальсу, Йордансу и Ван Дейку. Под работы каждого из них отведён отдельный зал. Основная часть этих картин была привезена в Кассель при Вильгельме VIII и нескольких его предшественниках. Среди других шедевров коллекции — портрет Елизаветы Тухер кисти Дюрера и портрет вельможи в военном костюме работы Тициана.
По своему уровню Кассельская галерея в XVIII—XIX вв. считалась единственной соперницей Берлинской в протестантских землях Германии. Вестфальский король Жером Бонапарт, переименовавший Вильгельмсхёэ в честь своего брата Наполеона, подверг её разорению. Виван-Денон отбрал лучшие кассельские картины для музея Наполеона в Париже, откуда их удалось вернуть в Кассель после падения Империи благодаря хлопотам Якоба Гримма.
Среди тех картин, которые Гримму не удалось вернуть в Кассель, были полотна, висевшие в Мальмезонском дворце императрицы Жозефины. Сразу после её смерти в 1814 году дети императрицы, Евгений и Гортензия, поспешили продать «трофейные» картины российскому императору Александру I, находившемуся в то время в Париже. Так из Касселя в петербургский Эрмитаж перебрались «Снятие с креста» Рембрандта, «Святое семейство» Андреа дель Сарто, серия «Времена суток» кисти Лоррена и другие произведения.
В 1877 году для картинной галереи было построено отдельное здание, где ныне экспонируется искусство XIX—XX веков. На исходе Второй мировой войны это строение было разрушено, однако всю коллекцию успели вывезти в венский Музей истории искусств, где она оставалась на сохранении до завершения реставрационных работ в Вильгельмсхёэ в 1956 году. Любопытно, что именно Кассельская галерея приобрела несколько портретов ван Дейка, покинувших Эрмитаж во время распродажи его коллекции в 1930-е годы.

Шедевры Кассельской галереи
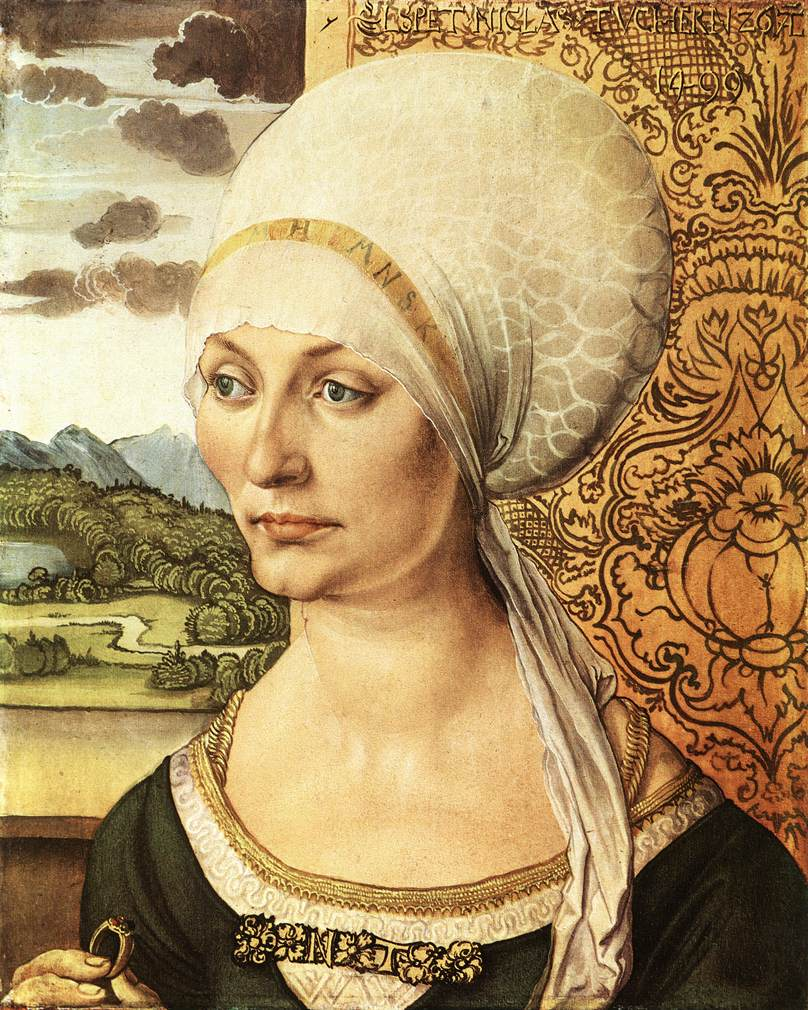
Дюрер. Портрет Е. Тухер
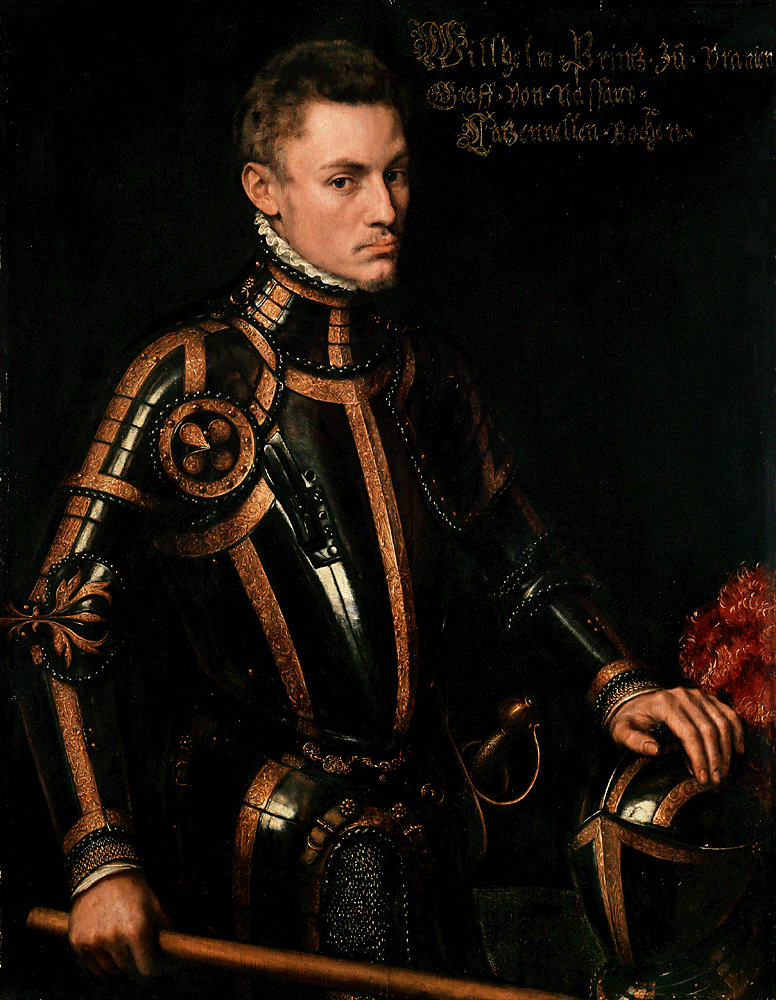
А. Мор. Портрет Вильгельма Оранского
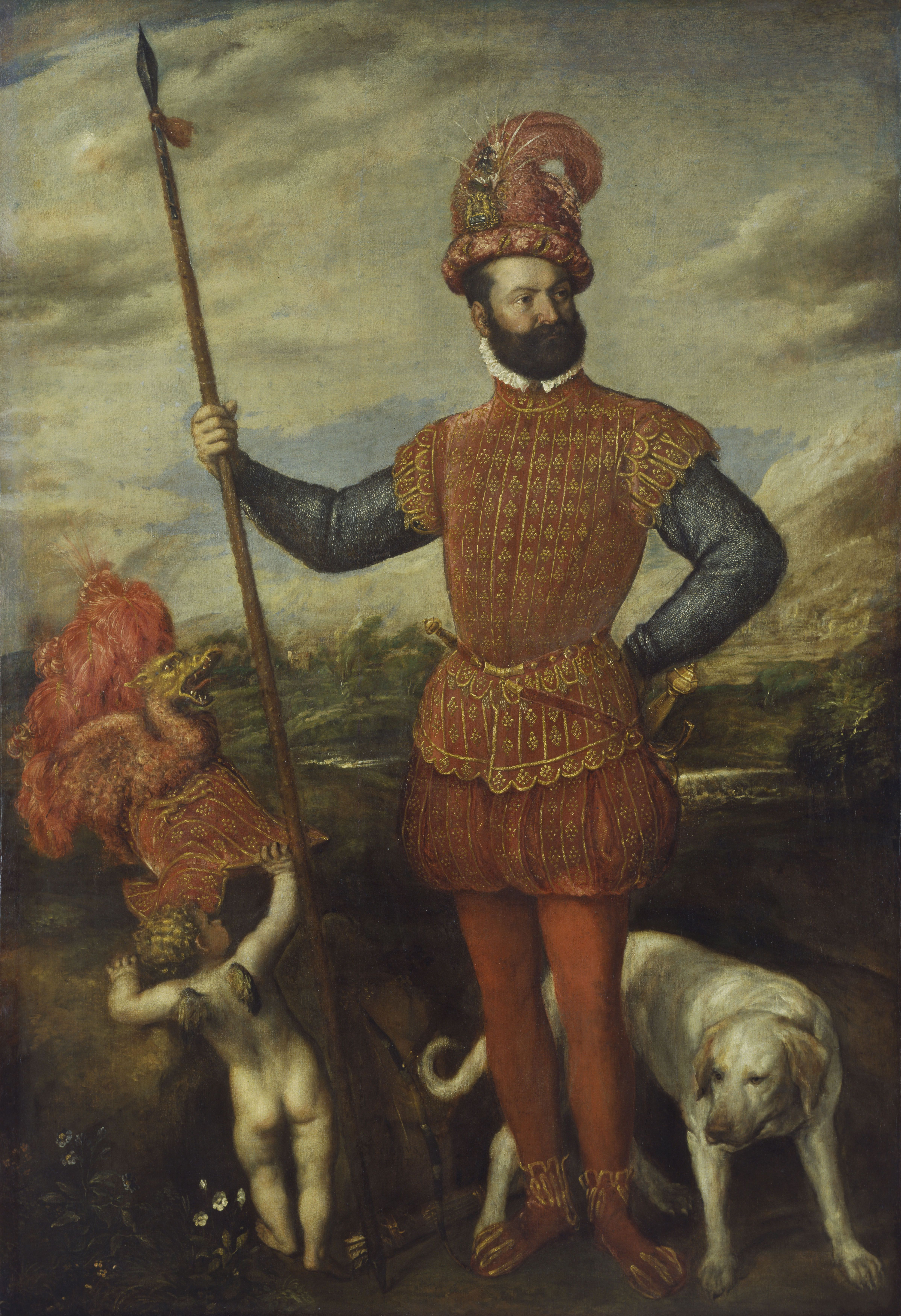
Тициан. Портрет генерала[англ.]
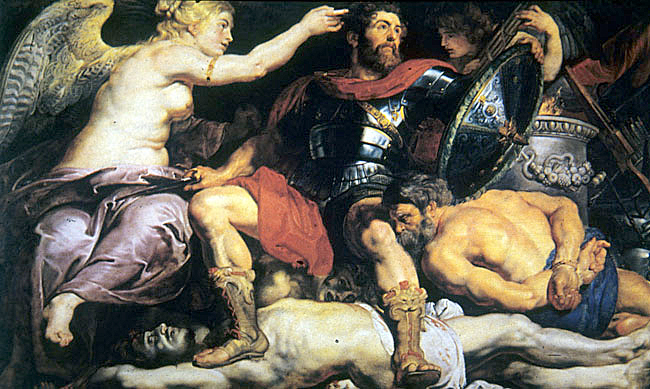
Рубенс. «Венчание героя»
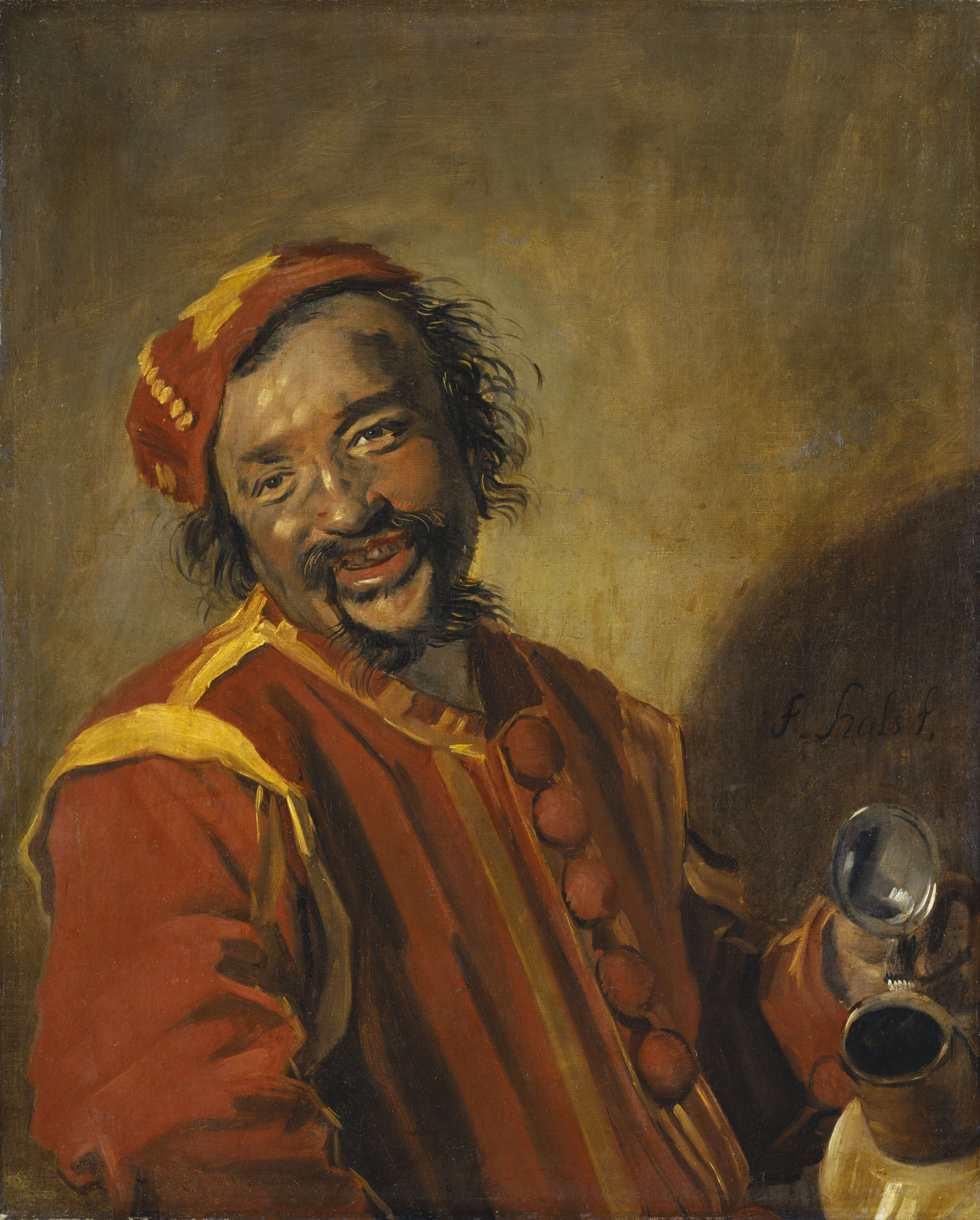
Хальс. «Весёлый бражник»
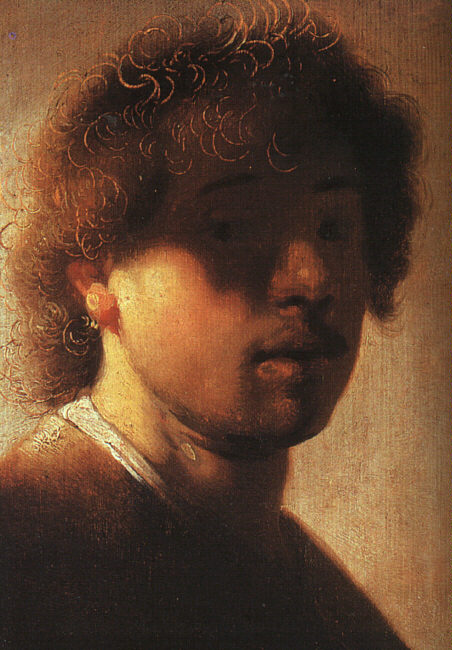
Автопортрет юного Рембрандта
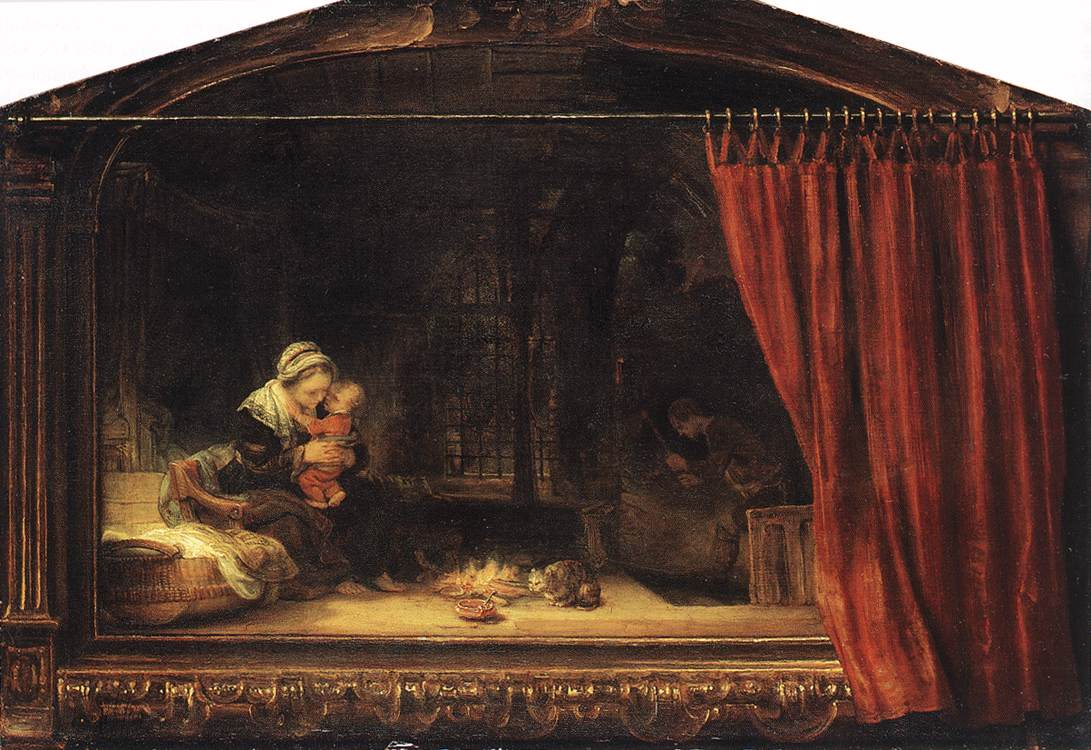
Рембрандт. «Святое семейство»
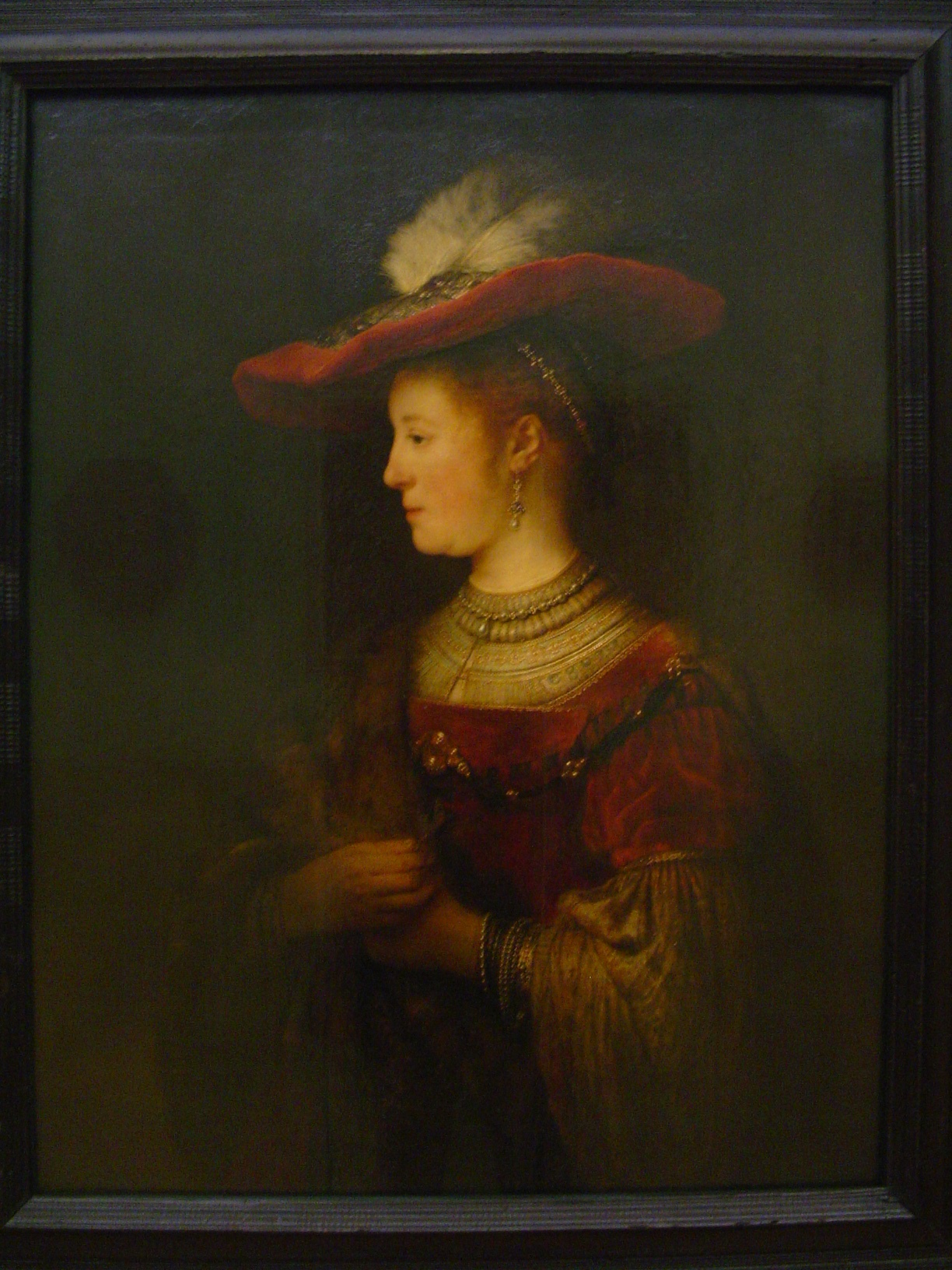
Рембрандт. «Саския в красной шляпе»
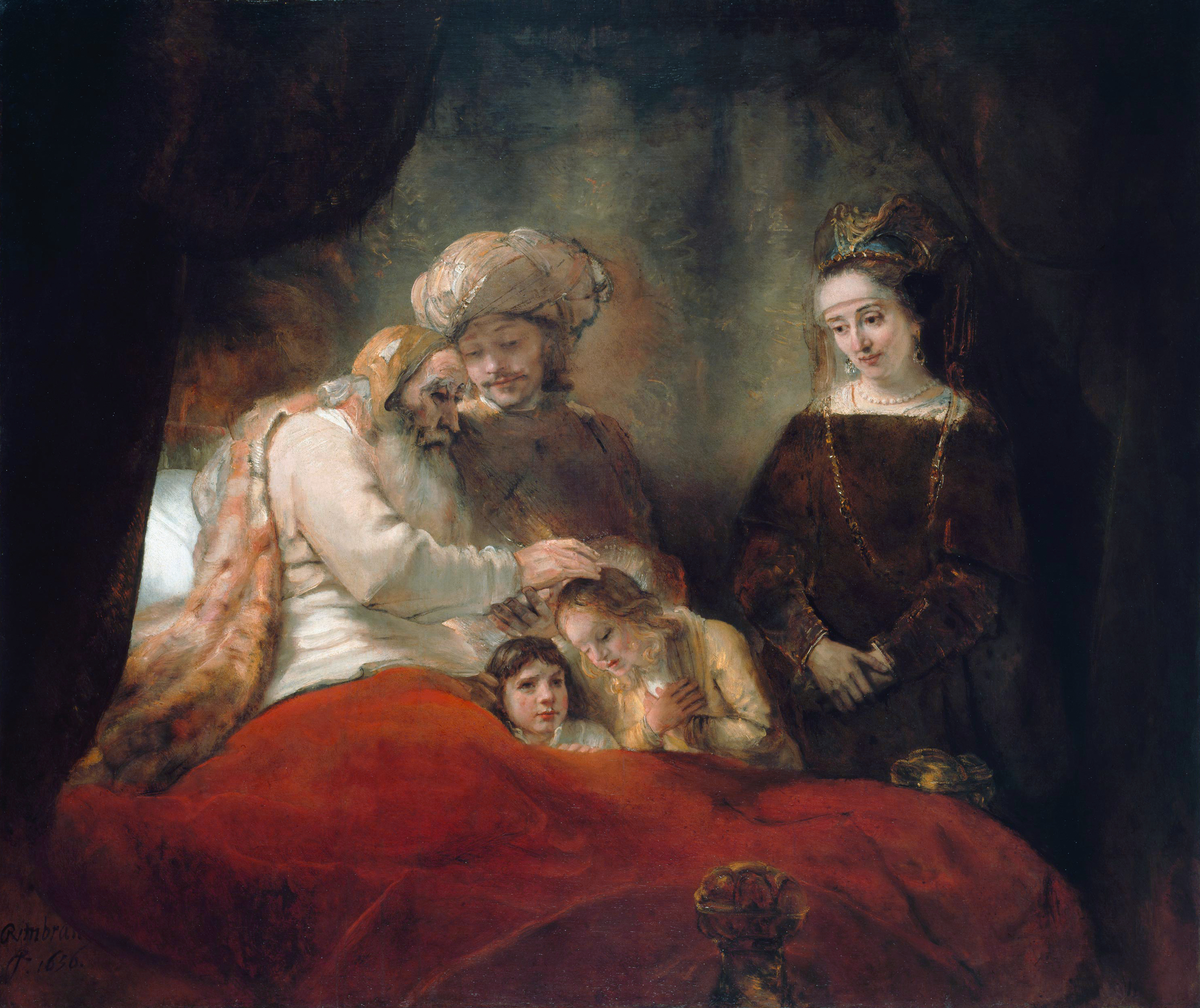
Рембрандт. «Иаков благословляет детей Иосифа»
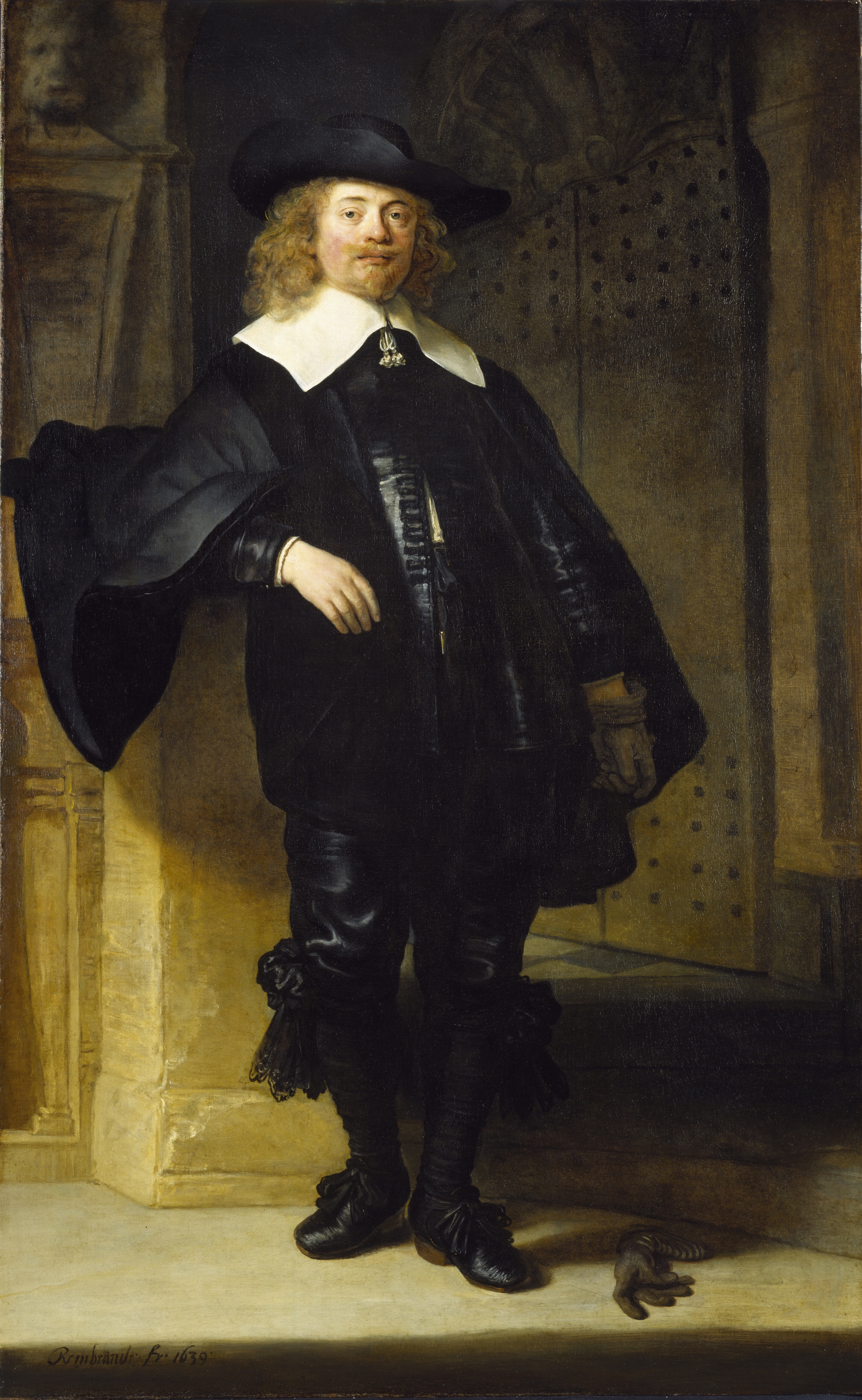
Рембрандт. Портрет Андриса Граффа